# Alessandro Valerio
Alessandro Valerio (n. 18 mai 1881, Milano, Regatul Italiei – d. 30 mai 1955, Milano, Italia) a fost un călăreț ce a reprezentat Italia, medaliat olimpic. A participat la o ediție a Jocurilor Olimpice (1920) în care a câștigat o medalie de argint.

## Participări
Lista de mai jos prezintă principalele competiții la care a participat Alessandro Valerio de-a lungul carierei.
- Équitation aux Jeux olympiques d'été de 1920 – saut d’obstacles individuel[*]